# روبرت ستيوارت (لاعب كريكت)
روبرت ستيوارت (3 سبتمبر 1856 في الهند - 12 سبتمبر 1913 في جنوب أفريقيا) (بالإنجليزية: Robert Bernard Stewart)‏ هو لاعب كريكت بريطاني (وحمل سابقاً جنسية المملكة المتحدة لبريطانيا العظمى وأيرلندا). شارك مع منتخب جنوب أفريقيا الوطني للكريكت.

## وصلات خارجية
- روبرت ستيوارت على موقع إي آس بي آن كريك إنفو (الإنجليزية)